# 2620 Santana
2620 Santana (1980 TN) là một tiểu hành tinh vành đai chính được phát hiện ngày 3 tháng 10 năm 1980 bởi Z. Vavrova ở Klet.